# Djorkaeff Reasco
Pour les articles homonymes, voir Reasco.
Djorkaeff Reasco, né le 18 janvier 1999 à Quito, est un footballeur international équatorien qui évolue au poste d'attaquant au Barcelona SC en prêt de l'Instituto AC.

## Biographie
Djorkaeff Reasco est le fils de l'international équatorien Neicer Reasco, admirateur de Youri Djorkaeff, d'où le prénom du jeune Reasco,,.

### Carrière en club
Né à Quito en Équateur, Djorkaeff Reasco est formé par le LDU Quito, où il commence sa carrière professionnelle. Il joue son premier match avec l'équipe première du club le 12 novembre 2016, lors du match de championnat contre la Fuerza Amarilla. Ce match nul 1-1 donne à Djorkaeff l'occasion d'être sur le terrain avec son père, qui vit alors ses derniers mois dans le club,.

### Carrière en sélection
En octobre 2021, Djorkaeff Reasco est convoqué pour la première fois avec l'équipe nationale d'Équateur. Il honore sa première sélection le 28 octobre 2021, lors d'une victoire 3-2 en match amical contre le Mexique.
Le 14 novembre 2022, il est sélectionné par Gustavo Alfaro pour participer à la Coupe du monde 2022.